# Tallers Bechini
Tallers Bechini va ser una empresa familiar, amb seu al carrer de Roger de Flor, 162 i del Consell de Cent, 430 de Barcelona, dedicada principalment a la realització de treballs escultòrics en marbre i a la fosa d'escultures en bronze. Va desenvolupar la seva activitat entre els anys 1881 i 2004, quan va cessar definitivament.

## Història

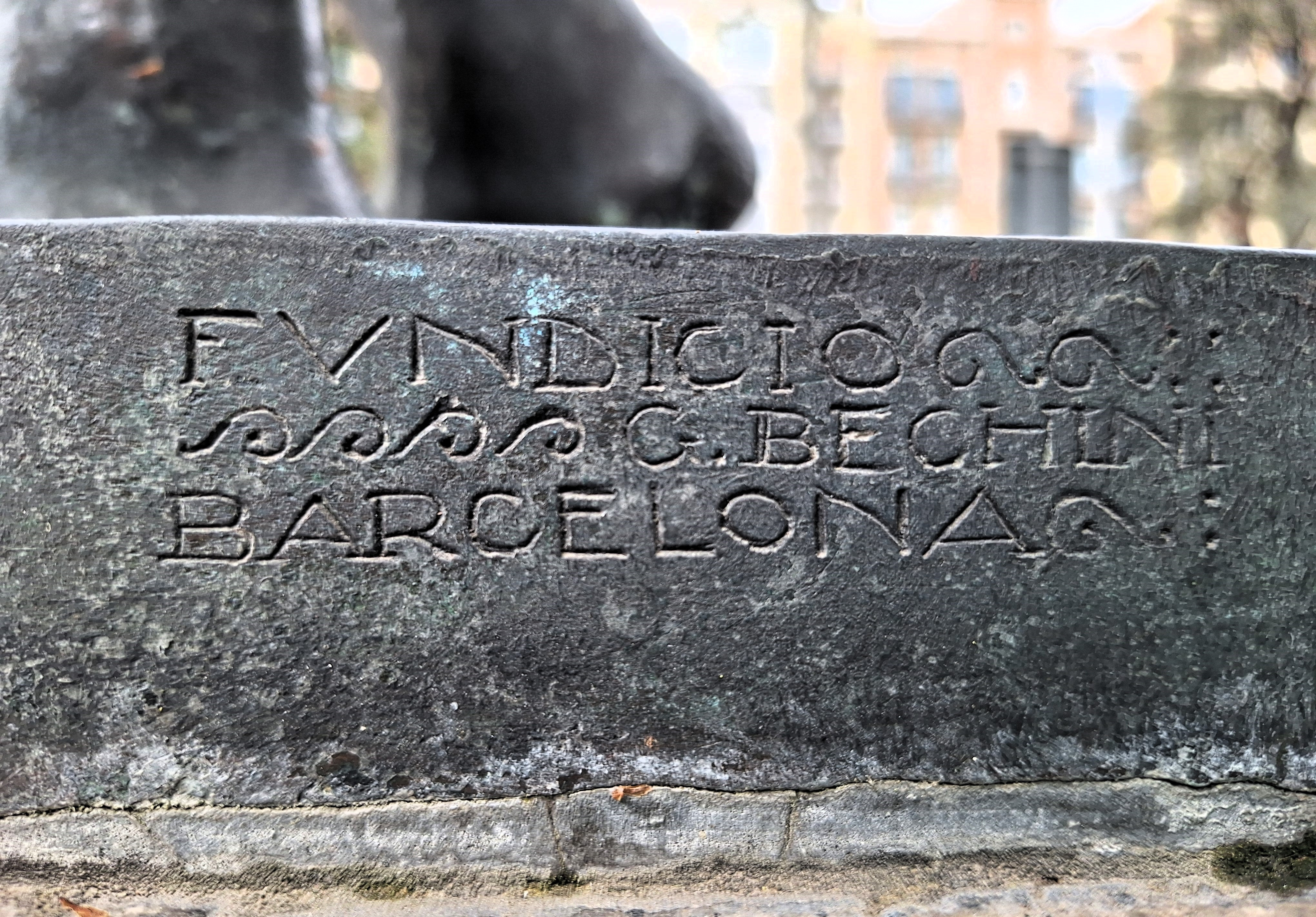
Marca de fonedor de Gabriel Bechini a la base de l'escultura de la font de l'efeb, obra d'Àngel Tarrach 1922

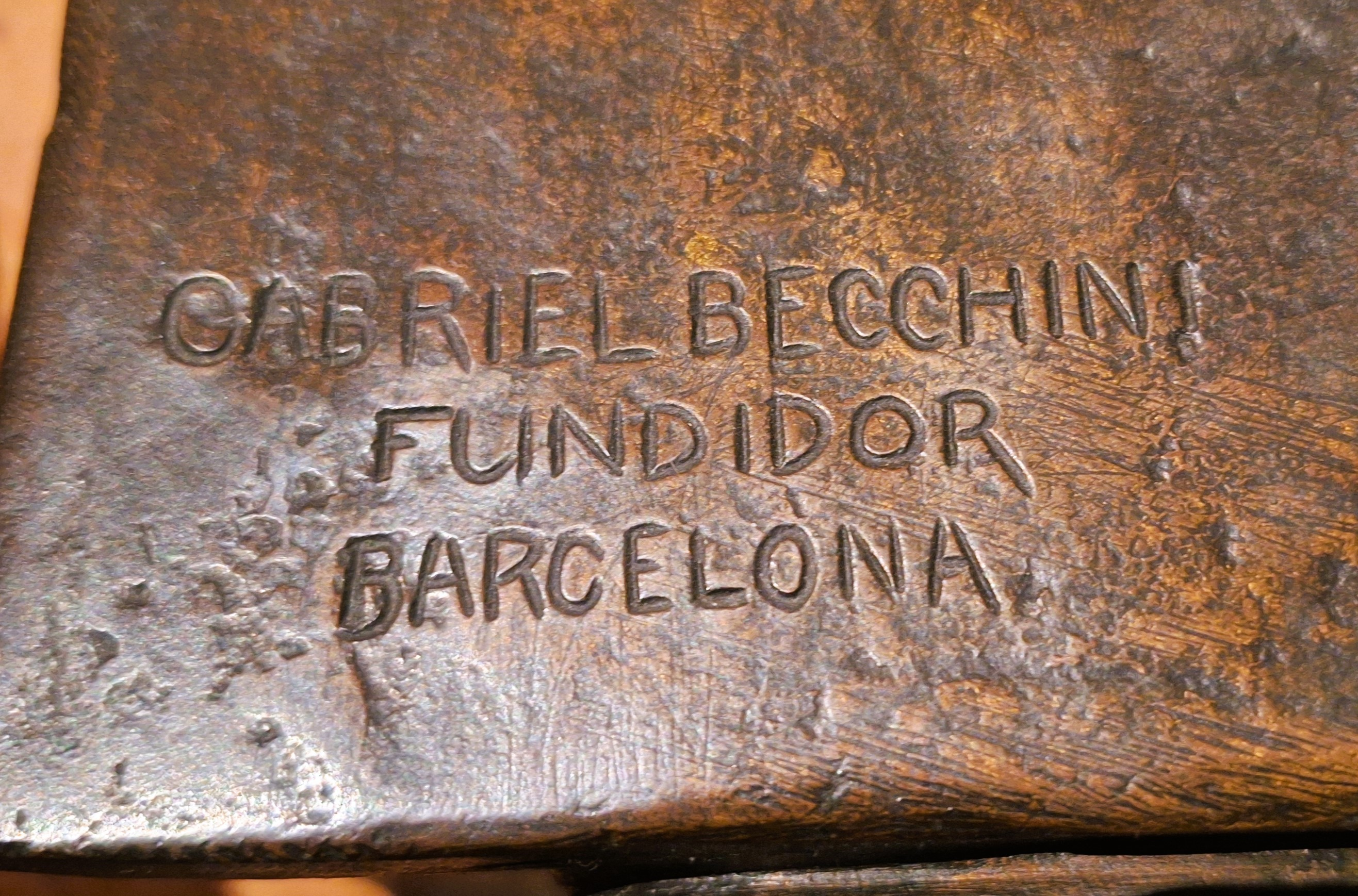
Marca de fonedor de Gabriel Bechini en un relleu de la Cova de Sant Ignasi de Manresa

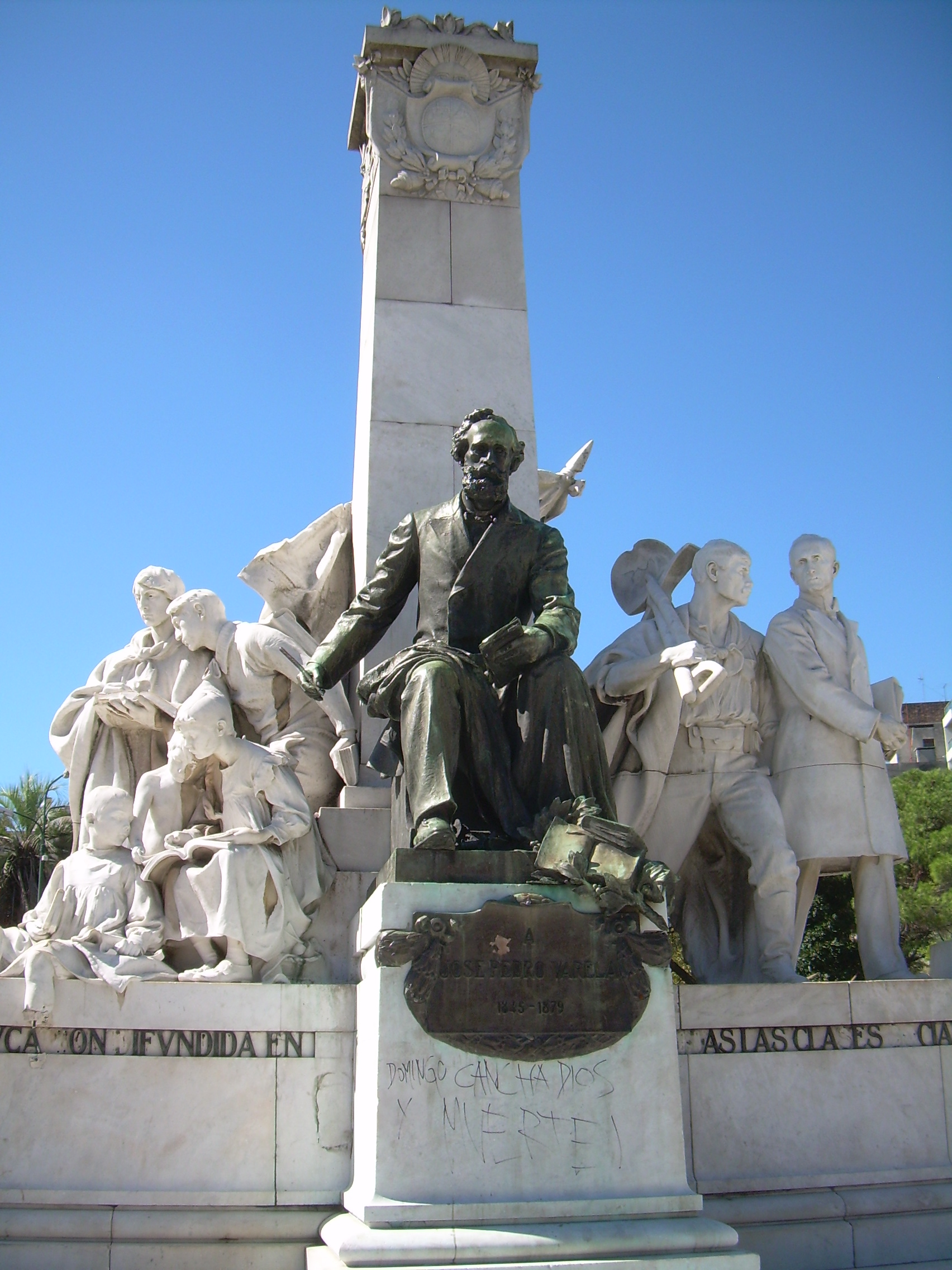
Monument a José Pedro Varela, obra de Miquel Blay, realitzada als Tallers Bechini (1918)

L'empresa va ser creada l'any 1881 per Frederic Bechini Bagnasco (Liorna, c. 1850 - Barcelona , 1915), que es va establir a Barcelona, procedent de Gènova, poc abans de l'Exposició Universal de Barcelona de 1888. Com a marbrista, va orientar la seva empresa vers l'escultura aplicada i sobretot a la realització de treballs escultòrics en pedra. Frederic Bechini va intervenir en la realització del Monument de l'Àngel i en els treballs d'ornamentació escultòrica del Palau Montaner. com també en la realització del grup La cançó popular de Miquel Blay que es troba al Palau de la Música. Blay va confiar la realització tècnica de moltes de les seves obres als Tallers Bechini.
Consta la participació de Bechini a l'Exposició d'Indústries Artístiques celebrada a Barcelona el 1892, com també a la de Belles Arts de 1898
El va succeir el seu fill Gabriel Bechini Miquel (1887-1939), que l'any 1924 va iniciar una nova línia de negoci amb l'adquisició de la foneria artística de Romolo Staccioli. Entre les obres que va produïr com a fonedor sobresurten les escultures de la plaça de Catalunya de Barcelona, uns relleus a la Cova de Sant Ignasi de Manresa o el Sant Jordi de Josep Llimona, un altre dels escultors assidus dels Tallers Bechini. A més dels ja esmentats, també hi van confiar la fosa de les seves obres Josep Clarà Manolo Hugué Josep Dunyach o Pau Gargallo.
Robert Bechini Miquel va treballar com a escultor decorador, establint-se pel seu compte. A Barcelona, va participar en l'Exposició de Belles Arts i Industries Artístiques de 1896, a l'Exposició Municipal d'art de 1920 i al Saló de Primavera de 1933. El 1924 va exposar bronzes i marbres d'art a les Galeries Dalmau de Barcelona.
Josep Bechini Miquel, germà dels anteriors, va continuar al capdavant del negoci familiar entre 1939 i 1952. A partir d'aquesta última data el responsable va ser-ne Gabriel Bechini Tejeros, fill de Gabriel Bechini Miquel. L'empresa va existir fins a l'any 2004. El 2013, el seu arxiu va ser donat al Museu Nacional d'Art de Catalunya.
Diversos escultors catalans s'hi van formar o hi van treballar assíduament: Joan Rebull, Josep Viladomat, Vicenç Damian, Salvador Martorell, Llorenç Cairó o Francesc Carulla.